# 2013年チェコ議会下院選挙
2013年チェコ議会下院選挙は、中欧地域に位置するチェコ共和国の立法府下院である代議院を構成する議員を全面改選するために2013年10月25日・10月26日に投票が行われた選挙である。

## 概要
代議院が解散されたことに伴って行われた選挙である。前首相のペトル・ネチャスが閣僚の汚職事件によって、6月17日に引責辞任した後、暫定政権としてイジー・ルスノクを首班とする政権が発足したが、8月13日に代議院にて内閣不信任決議案が可決された。その後、2013年8月20日に代議院解散の是非を問う投票の結果、賛成が多数を占め解散が決定。8月28日、ミロシュ・ゼマン大統領は代議院を正式に解散した。

## 基礎データ
- 選挙事由：代議院解散
- 選挙権・被選挙権：満18歳以上／満21歳以上
- 議員定数：200議席
- 議員任期：4年
- 制度：比例代表制（拘束名簿式）
- 議席配分方法：ドント方式。
- 選挙区：全国を14選挙区に分割。200議席を選挙区ごとに配分
- 選挙区定数の範囲：5～25議席
- 投票方法：政党候補者名簿に投票。拘束名簿式であるが、投票者は選択した政党候補者名簿の中から最大候補者2名までの選好投票をすることが可能。総投票数の7％以上の選好投票を集めた候補者は候補者名簿の一位に移動する。議席配分は変更後の候補者名簿にて行われる。
- 阻止条項：単独政党では全国集計で5％以上。政党連合の場合、2党で10％、3党では15％、4党以上は20％となっている。

出典：下院選挙 - 2002年以降(現行)-中東欧・旧ソ連諸国の選挙データ（2013年10月27日閲覧）

## 主要政党
上下両院で議席を有している政党について紹介する。
CSSD（Česká str.sociálně demokrat）チェコ社会民主党
中道左派。1878年に結成されたチェコスラブ社会民主党の流れを汲む政党。
ODS（Občanská demokratická strana）市民民主党
中道右派。市民フォーラムの中道右派系グループによって結成。前首相であるネチャスの与党。
TOP 09（Tradice Odpovědnost Prosperita 09）伝統・責任・繁栄 09
中道右派。KDU-CSLから離党した政治家によって結成。ODSと共に連立政権を構成していた。
KSCM（Komunistická str.Čech a Moravy）チェコ・モラビア共産党
左派。1989年にチェコスロバキア共産党の下部組織として結成。
KDU-CSL（Křesť.demokr.unie-Čs.str.lid）キリスト教民主同盟＝チェコスロバキア人民党
キリスト教民主主義。戦前のキリスト教民主主義政党であるチェコスロバキア人民党の流れを汲む政党。元老院でのみ議席を有している。

## 選挙結果
政党候補者名簿を提出した24政党のうち、7党（前回選挙は5党）が阻止条項である5％を上回る得票を得て議席を獲得した。この内、中道左派政党であるCSSDが20％あまりの支持を集めて第1党となった。選挙前の政権与党であったODSは、連立政権のパートナーであったTOP09をも下回って選挙前の第2党から第5党に後退した。
投票日：2013年10月25日・10月26日
| 登録有権者数   | 8,424,227 |
| 投票用紙発行数 | 5,010,944 |
| 投票率         | 59.48%    |
| 投票数         | 5,007,212 |
| 有効投票数     | 4,969,984 |
| 有効得票率     | 99.26%    |

| 政党名                                             | 得票数    | 得票率 | 議席数 | 議席率 |
| -------------------------------------------------- | --------- | ------ | ------ | ------ |
| CSSD チェコ社会民主党                              | 1,016,829 | 20.45  | 50     |        |
| ANO 2011 不満の市民行動 2011                       | 927,240   | 18.65  | 47     |        |
| KSCM チェコ・モラビア共産党                        | 741,044   | 14.91  | 33     |        |
| TOP 09 伝統・責任・繁栄 09                         | 596,357   | 11.99  | 26     |        |
| ODS 市民民主党                                     | 384,174   | 7.72   | 16     |        |
| Úsvit přímé demokr.T.Okamury 直接民主主義の夜明け  | 342,339   | 6.88   | 14     |        |
| KDU-CSL キリスト教民主同盟＝チェコスロバキア人民党 | 336,970   | 6.78   | 14     |        |
| SZ（Strana zelených）緑の党                        | 159,025   | 3.19   | 0      |        |
| Česká pirátská strana チェコ海賊党                 | 132,417   | 2.66   | 0      |        |
| Strana svobodných občanů 自由な市民党              | 122,564   | 2.46   | 0      |        |
| Strana Práv Občanů ZEMANOVCI 市民の権利党          | 75,113    | 1.51   | 0      |        |

出典：“Volby do Poslanecké sněmovny Parlamentu České republiky konané ve dnech 25.10. – 26.10.2013”.   チェコ統計局 (2013年10月27日). 2013年10月27日閲覧。、“Volby do Poslanecké sněmovny Parlamentu České republiky konané ve dnech 25.10. – 26.10.2013”.   チェコ統計局 (2013年10月27日). 2013年10月27日閲覧。本稿では有効得票数の1％以上を得た政党のみを掲載した。